# Wahl zum Senat der Vereinigten Staaten in Nebraska 2024
Die Wahl zum Senat der Vereinigten Staaten in Nebraska 2024 fand am 5. November des Jahres statt. Die republikanische Amtsinhaberin Deb Fischer bewarb sich für eine dritte Wahlperiode und gewann gegen ihren Hauptgegner Dan Osborn, einem Unabhängigen. Die Demokraten stellten keinen Kandidaten auf.

## Vorwahlen

### Republikanische Vorwahlen
Die republikanische Amtsinhaberin des Senatsitzes gewann die Vorwahl mit 79,77 % der Stimmen. Ihr unterlag 	Arron Kowalski mit 20,23 %

### Demokratische Vorwahlen
Da der Gewerkschaftsaktivist Dan Osborn ein Antreten als Unabhängiger bereits angekündigt hatte, beschlossen die Demokraten, keinen eigenen Bewerber aufzustellen. Sie wollten danach Dan Osborn unterstützen. Dieser lehnte jedoch ab, und meinte, er wolle im Wahlkampf mit keiner Partei zusammenarbeiten. Diese Aussage brüskierte viele Demokraten, die sich deshalb nach Ablauf der Nominierungsfrist doch noch auf einen eigenen, demokratischen, Notkandidaten einigen wollten. Letztlich beschlossen sie jedoch, bei den Hauptwahlen überhaupt keinen Kandidaten zu stellen.

## Hauptwahl

### Ausgangslage
Nebraska ist ein traditionell republikanischer Bundesstaat. Dementsprechend sicher wurden lange Zeit Deb Fischers Chancen auf einen Wahlsieg eingeschätzt. Jedoch zeichnete sich zumindest laut einigen Umfragen bereits sehr früh im Wahljahre ab, dass ein enges Rennen bevorstehen könnte. Diese Umfragen wurden jedoch weder von der republikanischen Amtsinhaberin noch von unabhängigen Beobachtern ernst genommen. Weder die Republikaner noch andere Interessensgruppen, auch außerhalb des Bundesstaates, investierten deshalb viel Geld in den Wahlkampf. Dies änderte sich erst einige Wochen vor der Wahl, als immer mehr Umfragen trotz der allgemeinen republikanischen Stärke in Nebraska ein knappes Ergebnis voraussagten.

### Umfragen
Deb Fischer gegen Dan Osborn
| Umfrage                                    | Datum                           | Größe      | Schwankungs- breite | Deb Fischer (R) | Dan Osborn (U) | Unentschlossene |
| ------------------------------------------ | ------------------------------- | ---------- | ------------------- | --------------- | -------------- | --------------- |
| Change Research (D) A                      | 30.–31. Oktober 2024            | 600 (LV)   | ± 4,3 %             | 47 %            | 47 %           | 5 %             |
| Torchlight Strategies (R) B                | 25.–28. Oktober 2024            | 605 (LV)   | ± 3,9 %             | 51 %            | 44 %           | 5 %             |
| Economist/YouGov                           | 21.–28. Oktober 2024            | 1,202 (LV) | ± 3,5 %             | 50 %            | 43 %           | 7 % *           |
| NYT/Siena College                          | 23.–26. Oktober 2024            | 1,194 (LV) | ± 3,2 %             | 48 %            | 46 %           | 5 %             |
| NYT/Siena College                          | 23.–26. Oktober 2024            | 1,194 (RV) | ± 3,1 %             | 46 %            | 47 %           | 6 %             |
| Change Research (D) A                      | 18.–21. Oktober 2024            | 815 (LV)   | –                   | 46 %            | 48 %           | 6 %             |
| Torchlight Strategies (R) B                | 12.–15. Oktober 2024            | 625 (LV)   | ± 3,9 %             | 51 %            | 4 5%           | 4 %             |
| SurveyUSA A                                | 9.–12. Oktober 2024             | 563 (LV)   | ± 4,7 %             | 44 %            | 50 %           | 6 %             |
| Torchlight Strategies (R) B                | 5.–8. Oktober 2024              | 800 (LV)   | ± 4,0 %             | 48 %            | 42 %           | 10 %            |
| Change Research (D) A                      | 3.–8. Oktober 2024              | 895 (LV)   | ± 3,5 %             | 43 %            | 46 %           | 11 %            |
| Impact Research (D) A                      | 1.–3. Oktober 2024              | 600 (LV)   | ± 4,0 %             | 46 %            | 48 %           | 6 %             |
| The Bullfinch Group C                      | 27. September – 1. Oktober 2024 | 400 (LV)   | ± 4,9 %             | 42 %            | 47 %           | 10 %            |
| SurveyUSA A                                | 20.–23. September 2024          | 558 (LV)   | ± 4,8 %             | 44 %            | 45 %           | 11 %            |
| Global Strategy Group (D) D                | 26.–29. August 2024             | 600 (LV)   | –                   | 43 %            | 42 %           | 15 %            |
| SurveyUSA E                                | 23.–27. August 2024             | 1,293 (RV) | ± 3,6 %             | 39 %            | 38 %           | 23 %            |
| YouGov A                                   | 31. Juli – 12. August 2024      | 500 (RV)   | ± 5,2 %             | 43 %            | 41 %           | 16 %            |
| Red Wave Strategy Group/ Impact Research A | 8.–11. Juli 2024                | 500 (RV)   | –                   | 42 %            | 42 %           | 16 %            |
| Global Strategy Group (D) D                | 3.–5. Juni 2024                 | 600 (LV)   | –                   | 49 %            | 36 %           | 15 %            |
| Public Policy Polling (D) A                | 24.–25. April 2024              | 737 (RV)   | ± 3,6 %             | 37 %            | 33 %           | 30 %            |
| Change Research (D) E                      | 13.–16. November 2023           | 1,048 (LV) | ± 3,1 %             | 38 %            | 40 %           | 22 %            |

Deb Fischer gegen Dan Osborn gegen Kerry Eddy
| Umfrage                     | Datum            | Größe    | Schwankungs- breite | Deb Fischer (R) | Dan Osborn (U) | Kerry Eddy (LMN) | Undecided |
| --------------------------- | ---------------- | -------- | ------------------- | --------------- | -------------- | ---------------- | --------- |
| Torchlight Strategies (R) B | 8.–11. Juli 2024 | 698 (LV) | ± 3,7 %             | 50 %            | 24 %           | 9 %              | 17 %      |

### Politische Analysten
Trotz der teilweise knappen Umfragen sah keiner der bekannten politischen Analysefirmen Dan Osborn als Sieger hervorgehen. So gab beispielsweise Fivethirtyeight am Vorabend der Wahl Osborn nur eine fünfprozentige Siegeswahrscheinlichkeit.